# Аналізуючи це
«Аналізу́й це» — фільм компанії Warner Bros. 1999 року. Фільм режисера Гарольда Рtміса, у головних роля: Роберт Де Ніро — мафіозний бос, та Біллі Крістал — психіатр. Автор сценарію — Пітер Толан. Продовження сюжету комедії представлено у фільмі Аналізуй те 2002 року.

## В ролях
- Роберт Де Ніро  — Пол Вітті
- Біллі Крістал  — доктор Бен Собел
- Ліза Кудров  — Лаура Макнамара Собел
- Пальмінтері Чезз  — Прімо Сіндоне
- Джозеф Рігано  — Манетта
- Джо Вітереллі  — Джеллі
- Моллі Шеннон  — Керолайн
- Лео Россі  — Сальваторе Мазіелло
- Аасіф Мандві  — доктор Шульман

## Сюжет
Пол Вітті — реальний бос мафії, що страждає від приступів страху, усвідомлює, що потребує психологічної допомоги. Тож звертається зі своїми проблемами до психіатра. Образ лікаря взятий з реального психотерапевта Бена Собела. Вітті та Собел познайомились під час автомобільної аварії. Після обміну візитками вони зустрічаються і Собел стає лікарем злодія. Крім того, ФБР намагається використати психіатра, щоб дістати інформацію про Вітті, але лікар відмовляється, посилаючись на конфіденційність усього, що відбувається між лікарем та пацієнтом.